# Lodewijk Roelants
Lodewijk Roelants (? - Brussel, 15 september 1504) was een Brabants academicus, politicus en edelman.

## Biografie
Lodewijk Roelants de jongere werd geboren als zoon van Lodewijk Roelants de oudere, burgemeester van Leuven, en Maria Roeloffs. Hij studeerde kerkelijk recht in Parijs en daarna in Leuven, waarop hij in 1478 een licentiaat behaalde in beide rechten. In 1480 werd hij benoemd tot professor in het burgerlijk recht aan de Leuvense universiteit. Op 28 februari 1481 werd hij doctor in de rechten en in 1484 werd hij verkozen tot rector van de universiteit.
In 1486 werd hij opgeroepen om te zetelen als raadslid in de raad van Brabant en werd op 28 februari 1504 gepromoveerd tot kanselier van Brabant.
Hij stierf echter enkele maanden na zijn benoeming en werd begraven in de Sint-Goedelekerk van Brussel. Hij bezat de heerlijkheid Wilsele en Putte en was getrouwd met Catherina Uten Liemingen. Bij zijn overleden liet hij geen kinderen en hij duidde Maria Roelants, dochter van zijn in 1489 overleden broer Edmond, aan als zijn erfgenaam. Zij volgde hem op, samen met haar man Goswijn van der Tommen, als titularis van de heerlijkheid Wilsele.